# Корона Інфанта
Корона Інфанта (ісп.: Corona de infante) — один з атрибутів влади монархів Іспанії, що відноситься до дітей королівської родини (інфантів).
Існує два різновиди цього терміна: геральдична корона інфанта, яка є символом приналежності до королівського роду, може використовуватись в гербах або іншій символіці, але не має матеріального втілення. При цьому слід відрізняти геральдичну корону інфанта та геральдичну корону спадкоємця іспанського престолу — принца Астурії.
І матеріальна корона інфанта, яка використовується королівським двором Іспанії для урочистих офіційних церемоній.
Корона інфанта виготовлена з золота і складається з каркасу, прикрашеного вісьмома розетками та коштовним камінням.
В Іспанії існує два види геральдичної корони: «стара» відкрита королівська корона, яка використовувалася до 16 століття; та «нова» закрита корона, яка використовується з XVII ст.

## Геральдичні корони
| Королівство Іспанія                | Королівство Іспанія                | Французьке королівство          | Французьке королівство                          | Велика Британія                        |
| ---------------------------------- | ---------------------------------- | ------------------------------- | ----------------------------------------------- | -------------------------------------- |
|                                    |                                    |                                 |                                                 |                                        |
| Геральдична корона Інфанта Іспанії | Геральдична корона відкритого типу | Геральдична корона Принца крові | Геральдична корона Принца крові відкритого типу | Геральдична корона Британського принца |
| Португальське королівство          | Священна Римська Імперія           | Королівство Данія               | Королівство Нідерланди                          | Річ Посполита                          |
|                                    |                                    |                                 |                                                 |                                        |
| Геральдична корона Інфанта         | Геральдична корона Архикнязя       | Геральдична корона принца       | Геральдична корона принца                       | Геральдична корона Королевича          |